# VV Cephei
VV Cephei, HD 208816 – gwiazda zmienna zaćmieniowa położona w gwiazdozbiorze Cefeusza, około 3000 lat świetlnych od Ziemi. Jest to gwiazda podwójna, której składniki obiegają się w ciągu 20,4 roku, w średniej odległości 25 j.a. Jednak ze względu na dużą ekscentryczność orbity odległość między składnikami waha się od 17 do 34 j.a. Czerwony hiperolbrzym wypełnia powierzchnię Roche'a swojego systemu, gdy jest najbliżej swojego kompana – niebieskiej gwiazdy ciągu głównego. Materia przemieszcza się z większego czerwonego olbrzyma ku jego towarzyszowi.

## VV Cephei A

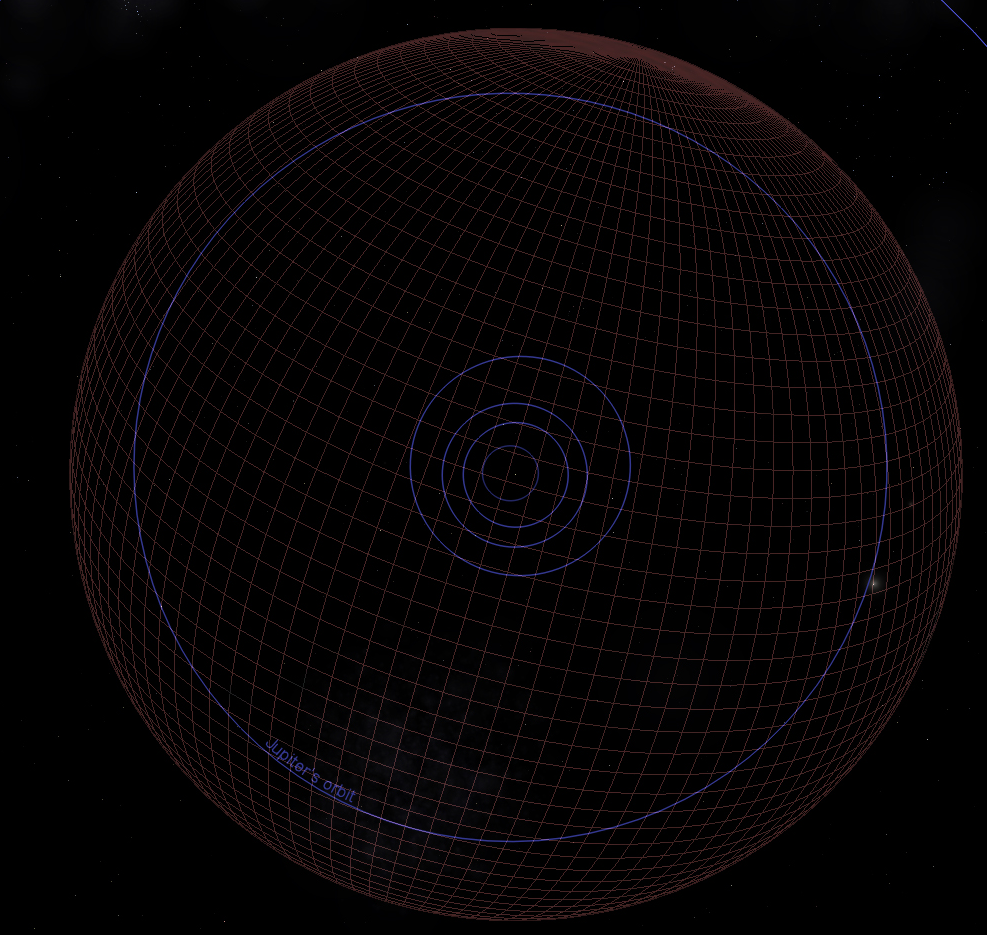
VV Cephei A w porównaniu z orbitą Jowisza

Nadolbrzym VV Cephei A jest jedną z największych znanych gwiazd w Galaktyce.
Jego typ widmowy to M2. Mierzy około 1050–1900 średnic Słońca.
Gdyby umieścić składnik A na miejscu Słońca, sięgnąłby poza orbitę Jowisza i zbliżył by się do orbity Saturna. VV Cephei A jest 275 000 – 575 000 razy jaśniejsza od Słońca. Jak w przypadku innych nadolbrzymów, jej wiatr gwiazdowy porusza się z prędkością około 25 kilometrów na sekundę.
Masa VV Cephei A oceniana na podstawie parametrów jej orbity wynosi około 100 mas Słońca, ale jasność gwiazdy sugeruje 25-40 mas Słońca. W konsekwencji nie znamy dokładnej masy gwiazdy.